# سپاهی‌لر، بارتین
سپاهی‌لر، بارتین (به ترکی استانبولی: Sipahiler) یک منطقهٔ مسکونی در ترکیه است که در بارتین واقع شده‌است. سپاهی‌لر ۵۵۵ نفر جمعیت دارد.